# 2004年德國聯賽盃
2004年德國聯賽盃為第八屆舉行的德國聯賽盃，於2004年7月21日至8月2日進行，賽事由2003至04年德國甲組足球聯賽首五名及德國盃冠軍參加，但由於雲達不萊梅上季同時奪得聯賽及德國盃冠軍，因此需要另一個名額補上，基於聯賽第六至八名多蒙特、沙尔克04及漢堡分別應付歐洲足協盃及圖圖盃，結果由聯賽第九名羅斯托克取代。最後決賽上屆聯賽亞軍拜仁慕尼黑擊敗雲達不萊梅第五度奪標。

## 參賽球會
- 不来梅沙洲（德甲聯賽及德國盃冠軍）
- 拜仁慕尼黑（德甲聯賽亞軍）
- 勒沃库森（德甲聯賽季軍）
- 斯图加特（德甲聯賽殿軍）
- 波鸿（德甲聯賽第五名）
- 羅斯托克（德甲聯賽第九名）

## 賽事

### 半準決賽
| 7月21日 20:00 | 利華古遜 | 1 : 1 (4 : 3) 十二碼 | 羅斯托克 | 耶拿 |
| 7月22日 18:00 | 史特加   | 3 : 0                | 波鸿     | 阿倫 |

### 準決賽
| 7月28日 20:30 | 拜仁慕尼黑 | 3 : 0 | 利華古遜 | 梅彭     |
| 7月29日 20:30 | 雲達不萊梅 | 2 : 0 | 史特加   | 华登舒特 |

### 決賽
| 8月2日 20:30 | 拜仁慕尼黑 | 3 : 2 | 雲達不萊梅 | 緬恩斯 |

## 外部連結
- （德文） 德國聯賽盃官方網站